# A Vénuszhoz indított űrszondák listája

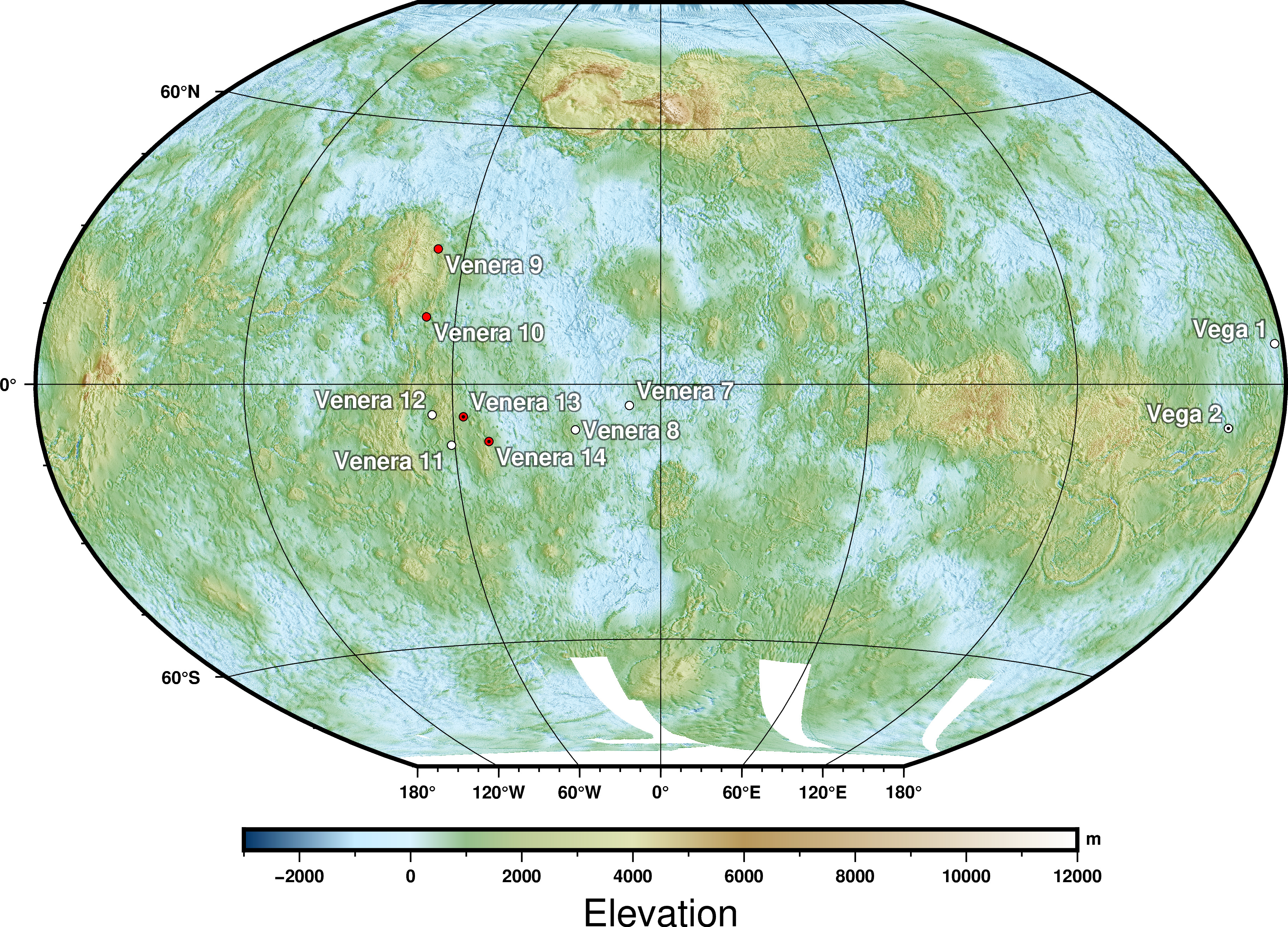
A Vénuszon felszínt ért leszállóegységek leszállási pontjai. A fehér körök a csak félig sikeres repülések, a vörös körök a teljes sikert aratott repüléseket jelölik, ahonnan fényképeket is sikerült visszaküldeni, a vörös körben fekete pontok pedig a talajminta analízist is végzett szondákat mutatják

A Vénusz bolygóhoz indított űrszondák listája összesen 46 olyan űreszköz repülését tartalmazza, amely elérte, vagy legalább érintette a Vénusz bolygót (ide értve a gravitációs hintamanővereket is. A Vénusz felfedezését a két űrhatalom, a Szovjetunió és az USA kezdte az 1960-as években, még az űrverseny keretében, ahol nem feltétlenül a tudományos eredmények voltak a fontosak, hanem hogy valamelyik hatalom elsőként, de főként a másik előtt teljesítsen valamiféle elsőséget a bolygóval kapcsolatban.
A Vénuszhoz küldött első űrszonda a Szputnyik–7, vagy a sajtóban közölt nevén a Тяжёлый спутник 01 (Nehéz műhold 01) volt, ám ez meghibásodott még Föld körüli pályán és soha nem sikerült elindulnia a célja felé. Az első szonda, amely ténylegesen elérte a Vénuszt (elrepült mellette), a szovjet Venyera–1 volt, ám ez a szonda az odaúton meghibásodott és a bolygóhoz már csak az égi mechanika szabályai vitték, de semmilyen érdemi megfigyelést nem végzett, így adatokat sem küldött haza. Az amerikai Mariner–2 volt az első teljes mértékben sikeres vénuszszonda, amely 1962. augusztus 27-én startolt és 1962. december 14-én haladt el a legnagyobb közelségben a bolygó mellett, adatokat is sugárzott a Földre, majd Nap körüli pályára állt. Az első felszíni vénuszszonda a Venyera–8 volt, amely 1972. július 22-én érte el a Vénusz felszínét. Az évek során a Szovjetunió/Oroszország összesen 29, az Egyesült Államok 11, az ESA és Japán 3-3 szondát küldött.

## Űrszondák listája
Jelmagyarázat a repülés fajtájához  Repülés a Vénuszhoz  Gravitációs hintamanőver, a végcél másik égitest
| Űrszonda                                 | Start dátuma         | Üzemeltető              | Repülés típusa                                | Eredmény                      | Leírás | Hordozórakéta                      |
| ---------------------------------------- | -------------------- | ----------------------- | --------------------------------------------- | ----------------------------- | --- | ---------------------------------- |
| Szputnyik–7 (1VA No.1)                   | 1961. február 4.     | OKB-1 · Szovjetunió     | Becsapódó szonda                              | Kudarc: Hiba a felbocsátásnál | Áramátalakító hiba, a felső rakétafokozat nem indult be, így soha nem hagyta el az alacsony Föld körüli pályát (LEO) | Molnyija                           |
| Venyera–1 (1VA No.2)                     | 1961. február 12.    | OKB-1 · Szovjetunió     | Becsapódó szonda                              | Kudarc: hiba az űreszközben   | Kommunikációs probléma. Az első elrepülés egy másik bolygó mellett, 1961 május 19-én 100 000 km-en belül; nem küldött vissza adatokat | Molnyija                           |
| Mariner–1 (P-37)                         | 1962. július 22.     | NASA · USA              | Elrepülés a bolygó mellett                    | Kudarc: Hiba a felbocsátásnál | Nem érte el a Föld körüli pályát; az irányítás táviránytással megsemmisítette egy kormányzási hibát követően | Atlas-LV3 Agena-B                  |
| 2MV-1 No.1                               | 1962. augusztus 25.  | OKB-1 · Szovjetunió     | Leszállóegység                                | Kudarc: Hiba a felbocsátásnál | Az egyik ülepítő hajtómű hibája miatt a rakéta végfokozata idő előtt leállt; nem volt képes elhagyni LEO-t | Molnyija                           |
| Mariner–2 (P-38)                         | 1962. augusztus 27.  | NASA · USA              | Elrepülés a bolygó mellett                    | Sikeres                       | Az első elrepülés egy másik bolygó mellett 1962. december 14-én | Atlas-LV3 Agena-B                  |
| 2MV-1 No.2                               | 1962. szeptember 1.  | OKB-1 · Szovjetunió     | Leszállóegység                                | Kudarc: Hiba a felbocsátásnál | A végfokozat hajtóanyagszelepe nem nyílt ki, ezért a hajtóműindítás nem következett be; nem volt képes elhagyni LEO-t | Molnyija                           |
| 2MV-2 No.1                               | 1962. szeptember 12. | OKB-1 · Szovjetunió     | Elrepülés a bolygó mellett                    | Kudarc: Hiba a felbocsátásnál | Anomália a harmadik fokozat leállásakor, amely légbuborékokat okozott a negyedik fokozat üzemanyagában; a negyedik fokozat kevesebb mint egy másodperccel a beindulás után leállt; nem volt képes elhagyni LEO-t                                                    | Molnyija                           |
| 3MV-1 No.2                               | 1964. február 19.    | OKB-1 · Szovjetunió     | Elrepülés a bolygó mellett                    | Kudarc: Hiba a felbocsátásnál | A harmadik fokozat oxidálóanyagtartályánál tapasztalt szivárgás a hajtóanyagvezeték elfagyását okozta, amely aztán ezt követően eltört; nem állt Föld körüli pályára                                                                                                | Molnyija–M                         |
| Koszmosz–27 (3MV-1 No.3)                 | 1964. március 27.    | OKB-1 · Szovjetunió     | Elrepülés a bolygó mellett/Leszállóegység     | Kudarc: Hiba a felbocsátásnál | A végfokozat helyzetszabályzó rendszerének hibája, nem volt képes elhagyni LEO-t | Molnyija–M                         |
| Zond–1 (3MV-1 No.4)                      | 1964. április 2.     | OKB-1 · Szovjetunió     | Elrepülés a bolygó mellett/Leszállóegység     | Kudarc: hiba az űreszközben   | Az elektronikában rövidzárlat lépett fel és a kommunikáció elveszett a bolygó melletti elrepülést megelőzően A Vénusz mellett 1964. július 14-én repült el. | Molnyija–M                         |
| Venyera–2 (3MV-4 No.4)                   | 1965 november 12.    | OKB-1 · Szovjetunió     | Elrepülés a bolygó mellett                    | Kudarc: hiba az űreszközben   | A Vénusz mellett 1966. február 27-én repült el, a legnagyobb közelítése 02:52-kor volt (UTC). A kommunikáció elveszett a közelrepüléskor, mielőtt vármi adatot tudott volna küldeni a szonda.                                                                       | Molnyija–M                         |
| Venyera–3 (3MV-3 No.1)                   | 1965. november 16.   | OKB-1 · Szovjetunió     | Leszállóegység                                | Kudarc: hiba az űreszközben   | A kommunikáció elveszett, amint a szonda belépett a légkörbe 1966. március 1-jén és nem küldött vissza adatot. Az első légkörbelépést teljesítő szonda és az első becsapódás egy másik bolygó felszínén.                                                            | Molnyija–M                         |
| Koszmosz–96 (3MV-4 No.6)                 | 1965. november 23.   | OKB-1 · Szovjetunió     | Elrepülés a bolygó mellett                    | Kudarc: Hiba a felbocsátásnál | A rakéta harmadik fokozatában felrobbant az égéstér, amelynek eredményeként elveszett a vezérlés és a végfokozat nem indult be; nem volt képes elhagyni LEO-t | Molnyija–M                         |
| Venyera–4 (4V-1 No.310)                  | 1967. Június 12.     | Lavocskin · Szovjetunió | Légkori szonda                                | Sikeres                       | Az 1967. október 18-i légkörbelépéskor légköri adatokat küldött vissza. Az első sikeres légkörbelépés. Nem szánták arra, hogy elérje a felszínt | Molnyija–M                         |
| Mariner–5                                | 1967. június 14.     | NASA · USA              | Elrepülés a bolygó mellett                    | Sikeres                       | Elrepült a Vénusz mellett 1967. október 19-én, a legnagyobb közelsége 17:34:56 UTC-kor volt. | Atlas-SLV3 Agena-D                 |
| Koszmosz–167 (4V-1 No.311)               | 1967. június 17.     | Lavocskin · Szovjetunió | Leszállóegység                                | Kudarc: Hiba a felbocsátásnál | A végfokozat nem indult el egy turbószivattyú hűtési hiba miatt; nem volt képes elhagyni LEO-t | Molnyija–M                         |
| Venyera–5 (4V-1 No.330)                  | 1969. január 5.      | Lavocskin · Szovjetunió | Légkori szonda                                | Sikeres                       | A légkörbe 1969. május 16-án lépett be és 53 percig működött | Molnyija–M                         |
| Venyera–6 (4V-1 No.331)                  | 1969. január 10.     | Lavocskin · Szovjetunió | Légkori szonda                                | Sikeres                       | A légkörbe 1969. május 17-én lépett és 51 percig működött | Molnyija–M                         |
| Venyera–7 (4V-1 No.630)                  | 1970. augusztus 17.  | Lavocskin · Szovjetunió | Leszállóegység                                | Részben sikeres               | 1970. december 15-én szállt le a felszínre 05:37:10 UTC-kor, de felborult a leszálláskor és csak nagyon kevés adatot küldött. Az első sima leszállás egy másik bolygón                                                                                              | Molnyija–M                         |
| Koszmosz–359 (4V-1 No.631)               | 1970. augusztus 22.  | Lavocskin · Szovjetunió | Leszállóegység                                | Kudarc: Hiba a felbocsátásnál | Nem volt képes elhagyni LEO-t | Molnyija–M                         |
| Venyera–8 (4V-1 No.670)                  | 1972. március 27.    | Lavocskin · Szovjetunió | Leszállóegység                                | Sikeres                       | 1972. július 22-én szállt le 09:32 UTC-kor; Az első minden tekintetben sikeres leszállás egy másik égitesten | Molnyija–M                         |
| Koszmosz–482 (4V-1 No.671)               | 1972. március 31.    | Lavocskin · Szovjetunió | Leszállóegység                                | Kudarc: Hiba a felbocsátásnál | Nem volt képes elhagyni LEO-t | Molnyija–M                         |
| Mariner–10                               | 1973. november 3.    | NASA · USA              | Elrepülés a bolygó mellett                    | Sikeres                       | Elrepült a Bolygó mellett 1974 február 5-én, a legnagyobb közelség 17:01 UTC-kor következett be; Vénusz megfigyeléseket folytatott, majd hintamanőverrel továbbrepült a Merkúr felé                                                                                 | Atlas SLV-3D Centaur-D1A           |
| Venyera–9 (4V-1 No.660)                  | 1975. Június 8.      | Lavocskin · Szovjetunió | Keringőegység/Leszállóegység                  | Sikeres                       | 1975. október 20-án állt Vénusz körüli pályára; a leszállóegység október 22-én 05:13 UTC-kor szállt le a felszínre. Az első keringőegység a Vénusznál és Az első fényképek egy másik bolygó felszínéről                                                             | Proton–K/Blok D                    |
| Venyera–10 (4V-1 No.661)                 | 1975. június 14.     | Lavocskin · Szovjetunió | Keringőegység/Leszállóegység                  | Sikeres                       | 1975. október 23-án állt Vénusz körüli pályára; a leszállóegység október 25-én 05:17 UTC-kor érte le a felszínt | Proton–K/Blok D                    |
| Venyera–11 (4V-1 No.360)                 | 1978. szeptember 9.  | Lavocskin · Szovjetunió | Bolygó mellett elrepülő egység/Leszállóegység | Részben sikeres               | A bolygó mellett 1978. december 25-én repült el; a leszállóegység ugyanaznap 03:24 UTC-kor érte el a felszínt, ám berendezéseinek többsége hibás volt, nem működött                                                                                                 | Proton–K/D-1                       |
| Venyera–12 (4V-1 No.361)                 | 1978. szeptember 14. | Lavocskin · Szovjetunió | Bolygó mellett elrepülő egység/Leszállóegység | Részben sikeres               | A leszállóegység 1978. december 21-én 03:20 UTC-kor érte el a felszínt, ám mindkét kamerája elromlott | Proton–K/D-1                       |
| Pioneer Venus Orbiter (PV Orbiter)       | 1978. május 20.      | NASA · USA              | Keringő egység                                | Sikeres                       | 1978. december 4-én állt Vénusz körüli pályára, ahonnan 1992. október 22-én fékeződött le annyira, hogy belezuhanjon a légkörbe | Atlas SLV-3D Centaur-D1AR          |
| Pioneer Venus Multiprobe (PV Multiprobe) | 1978. augusztus 8.   | NASA · USA              | Légköri szonda                                | Sikeres                       | 1978 december 9-én lépett be a bolygó légkörébe; összesen öt különálló egységből állt, amelyból kettő a felszínre érkezés után is továbbított adatokat | Sablon:HsAtlas SLV-3D Centaur-D1AR |
| Venyera–13 (4V-1M No.760)                | 1981. október 30.    | Lavocskin · Szovjetunió | Bolygó mellett elrepülő egység/Leszállóegység | Sikeres                       | A leszállóegység 1982. március 1-jén 03:20 UTC-kor érte el a felszínt; Az első hangrögzítés egy másik bolygó felszínén | Proton–K/D-1                       |
| Venyera–14 (4V-1M No.761)                | 1981. november 4.    | Lavocskin · Szovjetunió | Bolygó mellett elrepülő egység/Leszállóegység | Sikeres                       | A leszállóegység 1982 március 5-én érte el a bolygó felszínét | Proton–K/D-1                       |
| Venyera–15 (4V-2 No.860)                 | 1983. június 2.      | Lavocskin · Szovjetunió | Keringő egység                                | Sikeres                       | 1983. október 10-én állt Vénusz körüli pályára és 1984. júliusáig működött | Proton–K/D-1                       |
| Venyera–16 (4V-2 No.861)                 | 1983. június 7.      | Lavocskin · Szovjetunió | Keringő egység                                | Sikeres                       | 1983. október 11-én állt Vénusz körüli pályára és 1984. júliusáig működött | Proton–K/D-1                       |
| Vega–1 (5VK No.901)                      | 1984. december 15.   | Lavocskin · Szovjetunió | Leszállóegység                                | Részben sikeres               | 1985 június 11-én szállt le a bolygó felszínére. A légköri szonda a légkörbelépés után aktiválódott és két napig működött. A szonda fő része folytatta repülését a Halley-üstökös megfigyeléséhez                                                                   | Proton–K/D-1                       |
| Vega–2 (5VK No.902)                      | 1984. december 21.   | Lavocskin · Szovjetunió | Leszállóegység                                | Sikeres                       | 1985 június 15-én szállt le a bolygó felszínére. A légköri szonda a légkörbelépés után aktiválódott és két napig működött. A szonda fő része folytatta repülését a Halley-üstökös megfigyeléséhez                                                                   | Proton–K/D-1                       |
| Magellan                                 | 1989. május 4.       | NASA · USA              | Keringő egység                                | Sikeres                       | 1990. október 10-én állt bolygó körüli pályára és 1994. október 14-én süllyedt a légkörbe az irányítás parancsára | Sablon:OV STS-30 / IUS             |
| Galileo                                  | 1989. október 18.    | NASA Sablon:USa         | Gravitációs hintamanőver a Vénusznál          | Sikeres                       | 1990. február 10-én repült el a bolygó mellett, őtban a Jupiter felé; a közelrepülés során megfigyeléseket végzett a Vénuszon | Atlantis STS–4 / IUS               |
| Cassini–Huygens                          | 1997. október 15.    | NASA · USA              | Gravitációs hintamanőver a Vénusznál          | Sikeres                       | 1998. április 26-án és 1999. június 24-én repült el a bolygó mellett útban a Szaturnusz felé ; a közelrepülés során megfigyeléseket végzett a Vénuszon | Titan IV(401)B                     |
| MESSENGER                                | 2004. augusztus 3.   | NASA · USA              | Gravitációs hintamanőver a Vénusznál          | Sikeres                       | 2006. október 24-én és 2007. június 5-én repült el a bolygó mellett, úton a Merkúr felé; a közelrepülés során megfigyeléseket végzett a Vénuszon | Delta II 7925H                     |
| Venus Express                            | 2005. november 9.    | ESA EU ·                | Keringő egység                                | Sikeres                       | 2006. április 11-én állt bolygó körüli pályára. A kommunikáció 2014. november 28-án veszett el teljesen | Szojuz–FG/Szojuz Fregat            |
| Akacuki                                  | 2010. május 20.      | JAXA · JPN              | Keringő egység                                | Működő                        | 2010. december 6-án repült el a Vénusz mellett, miután nem sikerült pályára állnia körülötte. A következő alkalommal 2015. december 7-én kísérelték meg a pályára állást, amely sikerrel járt                                                                       | H-IIA 202                          |
| IKAROS                                   | 2010. május 20.      | JAXA · JPN              | Elrepülés a bolygó mellett                    | Sikeres                       | Az Akacuki által kibocsátott napvitorlás. A Vénusz mellett 2010. december 8-án haladt el, de nem végzett megfigyeléseket | H-IIA 202                          |
| Shin'en                                  | 2010. május 20.      | UNISEC · JPN            | Elrepülés a bolygó mellett                    | Kudarc: hiba az űreszközben   | A felbocsátást követően sohasem sikerült kommunikációs kapcsolatot teremteni. 2010. decemberében repült el a Vénusz mellett. | H-IIA 202                          |
| Parker napszonda                         | 2018. augusztus 12.  | NASA · USA              | Gravitációs hintamanőver a Vénusznál          | Működő                        | 2018, október 10-én, 2019. december 26-án, 2020. július 11-én, 2021. február 20-án, 2021. október 16-án, 2023. augusztus 21-én elterült és 2024. novvember 6-án elrepül a bolygó mellett, hogy lejjebb vigyee a pályája perihélion pontját a Nap körüli keringésben | Delta IV Heavy/Star 48BV           |
| BepiColombo                              | 2018. október 20.    | ESA EU ·                | Gravitációs hintamanőver a Vénusznál          | Sikeres                       | 2020. október 15-én és 2021. augusztus 11-én repült el a bolygó mellett, útban a Merkúr felé; a közelrepülés során megfigyeléseket végzett a Vénuszon | Ariane–5 ECA                       |
| Solar Orbiter                            | 2020 február 10.     | ESA EU ·                | Gravitációs hintamanőver a Vénusznál          | Működő                        | 2020. december 27-én, 2021. augusztus 8-án, 2022. szeptember 3-án elrepült és 2025. február 18-án, 2026. december 24-én, 2028. március 17-én, 2029. június 10-én és 2030. szeptember 2-án elrepül a bolygó mellett, hogy a keringési pályahajlásán változtasson     | Atlas V 411                        |

## Statisztikák

### Teljesítmények országonként
Jelmagyarázat a teljesített kategóriához  Teljesített (A mezőben a feladatot elsőként teljesítő űreszköz neve)  Nem teljesített
| Ország      | Bolygó mellett elrepülés | Pályára állás a bolygó körül | Légkörbelépés | Sima leszállás |
| ----------- | ------------------------ | ---------------------------- | ------------- | -------------- |
| Szovjetunió | Venyera–11               | Venyera–9                    | Venyera–4     | Venyera–8      |
| USA         | Mariner–2                | Pioneer–12                   | Pioneer–13    | N/A            |
| ESA         | BepiColombo              | Venus Express                | N/A           | N/A            |
| Japán       | IKAROS                   | Akacuki                      | N/A           | N/A            |

### Teljesítmények szervezetenként
| Ország      | Szervezet | Sikeres repülés | Részben sikeres repülés | Kudarc | Működik | Gravitációs hintamanőver | Összesen |
| ----------- | --------- | --------------- | ----------------------- | ------ | ------- | ------------------------ | -------- |
| Szovjetunió | OKB–1     | -               | -                       | 11     | -       | -                        | 11       |
| Szovjetunió | Lavocskin | 14              | 1                       | 3      | -       | -                        | 18       |
| USA         | NASA      | 6               | -                       | 1      | -       | 4                        | 11       |
| ESA         | ESA       | 1               | -                       | -      | -       | 2                        | 3        |
| Japán       | JAXA      | 1               | -                       | -      | 1       | -                        | 2        |
| Japán       | UNISEC    | -               | -                       | 1      | -       | -                        | 1        |

## Jövőbeni, tervezett repülések

### Már fejlesztés alatt
| Név                                                | Szervezet                | Tervezett start éve | Típus                          | Státusz          | Hivatkozás |
| -------------------------------------------------- | ------------------------ | ------------------- | ------------------------------ | ---------------- | ---------- |
| Venus Life Finder                                  | MIT/Rocket Lab USA       | 2024. december 30.  | Légköri szonda                 | Építés alatt     | [ 49 ]     |
| VOICE (Venus Volcano Imaging and Climate Explorer) | 国家航天局 (CNSA) Kína   | 2026                | Keringő egység                 | Fejlesztés alatt | [ 50 ]     |
| DAVINCI                                            | NASA USA                 | 2028                | Légköri szonda                 | Fejlesztés alatt | [ 51 ]     |
| Venus Orbiter Mission                              | ISRO IND                 | 2028                | Keringő egység/Légköri szonda  | Fejlesztés alatt | [ 52 ]     |
| Venyera-D                                          | Roszkoszmosz Oroszország | 2029                | Keringő egység/Leszálló egység | Fejlesztés alatt | [ 53 ]     |
| EnVision                                           | ESA                      | 2032                | Keringő egység                 | Fejlesztés alatt | [ 54 ]     |
| VERITAS                                            | NASA USA                 | 2028                | Keringő egység                 | Fejlesztés alatt | [ 55 ]     |

### Előkészítés alatt
| Név                                                         | Szervezet | Javasolt start éve | Típusa                           | Státusza                                                   | Huvatkozás           |
| ----------------------------------------------------------- | --------- | ------------------ | -------------------------------- | ---------------------------------------------------------- | -------------------- |
| CUVE                                                        | NASA USA  |                    | Keringő egység                   | javaslat                                                   | [ 56 ] [ 57 ]        |
| European Venus Explorer                                     | ESA       |                    | Keringő egység                   | javaslat                                                   | [ 58 ]               |
| HAVOC High Altitude Venus Operational Concept               | NASA USA  |                    | embervezette repülés             | koncepció                                                  | [ 59 ]               |
| VAMP (Venus Atmospheric Maneuverable Platform)              | NASA USA  | 2029               | légköri ballon                   | A Venyera–D leszállóegységhez javasolt másodlagos rakomány | [ 60 ] [ 61 ]        |
| VICI (Venus In situ Composition Investigations)             | NASA USA  | 2027               | Leszállóegység                   | javaslat                                                   | [ 62 ] [ 63 ]        |
| VISAGE (Venus In Situ Atmospheric and Geochemical Explorer) | NASA USA  | 2027               | Leszállóegység                   | javaslat                                                   | [ 63 ] [ 64 ] [ 65 ] |
| VISE (Venus In Situ Explorer)                               | NASA USA  | 2024               | leszállóegység és légköri ballon | javaslat                                                   | [ 66 ]               |
| VOX (Venus Origins Explorer)                                | NASA USA  | 2027               | Keringő egység                   | javaslat                                                   | [ 63 ] [ 67 ]        |
| még név nélkül                                              | UAESA UAE | 2028               | Bolygó melletti elrepülés        | javaslat                                                   |                      |
| Zephyr (rover)                                              | NASA USA  | 2039               | Vénuszjáró                       | magvalósíthatósági tanulmány                               | [ 68 ]               |